# Cymbomorpha prasina
Cymbomorpha prasina är en insektsart som beskrevs av Ernst Friedrich Germar. Cymbomorpha prasina ingår i släktet Cymbomorpha och familjen hornstritar. Inga underarter finns listade i Catalogue of Life.